# Liste der Nummer-eins-Hits in Australien (2019)
Dies ist eine Liste der Nummer-eins-Hits in Australien im Jahr 2019. Es liegen die offiziellen Top-50-Single- und Albumcharts der Australian Recording Industry Association (ARIA) zugrunde. Sie basieren auf den Verkäufen von Songs und Alben in Australien sowie bei den Singlecharts auch auf den Aufrufen der Lieder bei Musikstreaming-Anbietern.

## Singles
| ← 2018 ← | Liste der Nummer-eins-Hits in Australien | Liste der Nummer-eins-Hits in Australien | Liste der Nummer-eins-Hits in Australien | 2020 → |
| \| Zeitraum \| Wo. ges. \| Interpret \| Titel Autor(en) \| Zusätzliche Informationen \| \| (Zeitraum, Wochen auf Platz eins, Interpret, Titel, Autor[en], zusätzliche Informationen) \| \| \| \| \| \| ----------------------------------------------------------------------------------------- \| -------- \| ----------------------------- \| ----------------------------------------------------------------------------------------------------------------------------------------------------------------------- \| ---------------------------------------------------------------------------------------------------------------------------------------------------------------------------------------------------------------------------------- \| \| 31. Dezember 2018 – 6. Januar 2019 1 Woche (insgesamt 9) \| 9 \| Mariah Carey \| All I Want for Christmas Is You Walter N. Afanasieff, Mariah Carey \| – \| \| 7. Januar 2019 – 27. Januar 2019 3 Wochen \| 3 \| Post Malone & Swae Lee \| Sunflower Austin Richard Post, Khalif Malik ibn Shaman Brown, Carter Lang, Billy Walsh, Louis Bell \| – \| \| 28. Januar 2019 – 3. März 2019 5 Wochen \| 5 \| Ariana Grande \| 7 Rings Ariana Grande, Charles Anderson, Kimberly Krysiuk, Michael Foster, Njomza Vitia, Oscar Hammerstein II, Richard Rodgers, Tayla Parx, Tommy Brown, Victoria Monét \| – \| \| 4. März 2019 – 17. März 2019 2 Wochen (insgesamt 5) \| 5 \| Lady Gaga & Bradley Cooper \| Shallow Lady Gaga, Andrew Wyatt, Anthony Rossomando, Mark Ronson \| – \| \| 18. März 2019 – 7. April 2019 3 Wochen \| 3 \| Jonas Brothers \| Sucker Nick Jonas, Kevin Jonas, Ryan Tedder, Joe Jonas \| – \| \| 8. April 2019 – 21. April 2019 2 Wochen \| 2 \| Billie Eilish \| Bad Guy Billie O’Connell, Finneas O’Connell \| – \| \| 22. April 2019 – 19. Mai 2019 4 Wochen (insgesamt 13) \| 13 \| Lil Nas X \| Old Town Road Montero Hill, Trent Reznor, Atticus Ross \| – \| \| 20. Mai 2019 – 26. Mai 2019 1 Woche \| 1 \| Ed Sheeran & Justin Bieber \| I Don’t Care Ed Sheeran, Justin Bieber, Max Martin, Shellback, Jason Boyd, Fred Gibson \| – \| \| 27. Mai 2019 – 28. Juli 2019 9 Wochen (insgesamt 13) \| 13 \| Lil Nas X \| Old Town Road Montero Hill, Trent Reznor, Atticus Ross \| – \| \| 29. Juli 2019 – 4. August 2019 1 Woche \| 1 \| Shawn Mendes & Camila Cabello \| Señorita Shawn Mendes, Camila Cabello, Andrew Wotman, Benjamin Levin, Ali Tamposi, Charlotte Emma Aitchison, Jack Patterson, Magnus August Høiberg \| – \| \| 5. August 2019 – 29. Dezember 2019 21 Wochen (insgesamt 24) \| 24 \| Tones and I \| Dance Monkey Toni Watson \| Das Lied übertraf mit weitem Abstand die Bestmarke an Nummer-eins-Wochen in Australien. 2017 hatte Ed Sheeran mit Shape of You 15 Wochen geschafft. Erstmals überhaupt in der ARIA-Zeit hält ein einheimisches Lied den Rekord.[1] \| \| 30. Dezember 2019 – 5. Januar 2020 1 Woche (insgesamt 9) \| 9 \| Mariah Carey \| All I Want for Christmas Is You Walter N. Afanasieff, Mariah Carey \| – \| |                                          |                                          | | |
| ← 2018 |                                          |                                          | | → 2020 → |
| Zeitraum | Wo. ges.                                 | Interpret                                | Titel Autor(en) | Zusätzliche Informationen |
| (Zeitraum, Wochen auf Platz eins, Interpret, Titel, Autor[en], zusätzliche Informationen) |                                          |                                          | | |
| 31. Dezember 2018 – 6. Januar 2019 1 Woche (insgesamt 9) | 9                                        | Mariah Carey                             | All I Want for Christmas Is You Walter N. Afanasieff, Mariah Carey | – |
| 7. Januar 2019 – 27. Januar 2019 3 Wochen | 3                                        | Post Malone & Swae Lee                   | Sunflower Austin Richard Post, Khalif Malik ibn Shaman Brown, Carter Lang, Billy Walsh, Louis Bell                                                                      | – |
| 28. Januar 2019 – 3. März 2019 5 Wochen | 5                                        | Ariana Grande                            | 7 Rings Ariana Grande, Charles Anderson, Kimberly Krysiuk, Michael Foster, Njomza Vitia, Oscar Hammerstein II, Richard Rodgers, Tayla Parx, Tommy Brown, Victoria Monét | – |
| 4. März 2019 – 17. März 2019 2 Wochen (insgesamt 5) | 5                                        | Lady Gaga & Bradley Cooper               | Shallow Lady Gaga, Andrew Wyatt, Anthony Rossomando, Mark Ronson | – |
| 18. März 2019 – 7. April 2019 3 Wochen | 3                                        | Jonas Brothers                           | Sucker Nick Jonas, Kevin Jonas, Ryan Tedder, Joe Jonas | – |
| 8. April 2019 – 21. April 2019 2 Wochen | 2                                        | Billie Eilish                            | Bad Guy Billie O’Connell, Finneas O’Connell | – |
| 22. April 2019 – 19. Mai 2019 4 Wochen (insgesamt 13) | 13                                       | Lil Nas X                                | Old Town Road Montero Hill, Trent Reznor, Atticus Ross | – |
| 20. Mai 2019 – 26. Mai 2019 1 Woche | 1                                        | Ed Sheeran & Justin Bieber               | I Don’t Care Ed Sheeran, Justin Bieber, Max Martin, Shellback, Jason Boyd, Fred Gibson                                                                                  | – |
| 27. Mai 2019 – 28. Juli 2019 9 Wochen (insgesamt 13) | 13                                       | Lil Nas X                                | Old Town Road Montero Hill, Trent Reznor, Atticus Ross | – |
| 29. Juli 2019 – 4. August 2019 1 Woche | 1                                        | Shawn Mendes & Camila Cabello            | Señorita Shawn Mendes, Camila Cabello, Andrew Wotman, Benjamin Levin, Ali Tamposi, Charlotte Emma Aitchison, Jack Patterson, Magnus August Høiberg                      | – |
| 5. August 2019 – 29. Dezember 2019 21 Wochen (insgesamt 24) | 24                                       | Tones and I                              | Dance Monkey Toni Watson | Das Lied übertraf mit weitem Abstand die Bestmarke an Nummer-eins-Wochen in Australien. 2017 hatte Ed Sheeran mit Shape of You 15 Wochen geschafft. Erstmals überhaupt in der ARIA-Zeit hält ein einheimisches Lied den Rekord. |
| 30. Dezember 2019 – 5. Januar 2020 1 Woche (insgesamt 9) | 9                                        | Mariah Carey                             | All I Want for Christmas Is You Walter N. Afanasieff, Mariah Carey | – |

## Alben
| ← 2018 ← | Liste der Nummer-eins-Hits in Australien | Liste der Nummer-eins-Hits in Australien | Liste der Nummer-eins-Hits in Australien     | 2020 → |
| \| Zeitraum \| Wo. ges. \| Interpret \| Titel \| Zusätzliche Informationen \| \| (Zeitraum, Wochen auf Platz eins, Interpret, Titel, zusätzliche Informationen) \| \| \| \| \| \| ------------------------------------------------------------------------------ \| -------- \| -------------------------- \| -------------------------------------------- \| ------------------------------------------------------------------------------------------------------------------------------------------------------------------------------------------------------------------------------------ \| \| 29. Oktober 2018 – 6. Januar 2019 10 Wochen (insgesamt 11) \| 11 \| Lady Gaga & Bradley Cooper \| A Star Is Born \| – \| \| 7. Januar 2019 – 3. Februar 2019 4 Wochen \| 4 \| Queen \| Bohemian Rhapsody: The Original Soundtrack \| – \| \| 4. Februar 2019 – 10. Februar 2019 1 Woche \| 1 \| Bring Me the Horizon \| Amo \| – \| \| 11. Februar 2019 – 17. Februar 2019 1 Woche (insgesamt 11) \| 11 \| Lady Gaga & Bradley Cooper \| A Star Is Born \| – \| \| 18. Februar 2019 – 3. März 2019 2 Wochen (insgesamt 5) \| 5 \| Ariana Grande \| Thank U, Next \| – \| \| 4. März 2019 – 10. März 2019 1 Woche \| 1 \| Hilltop Hoods \| The Great Expanse \| – \| \| 11. März 2019 – 31. März 2019 3 Wochen (insgesamt 5) \| 5 \| Ariana Grande \| Thank U, Next \| – \| \| 1. April 2019 – 7. April 2019 1 Woche \| 1 \| Dean Lewis \| A Place We Knew \| – \| \| 8. April 2019 – 21. April 2019 2 Wochen (insgesamt 8) \| 8 \| Billie Eilish \| When We All Fall Asleep, Where Do We Go? \| – \| \| 22. April 2019 – 28. April 2019 1 Woche \| 1 \| BTS \| Map of the Soul: Persona \| – \| \| 29. April 2019 – 5. Mai 2019 1 Woche (insgesamt 8) \| 8 \| Billie Eilish \| When We All Fall Asleep, Where Do We Go? \| – \| \| 6. Mai 2019 – 26. Mai 2019 3 Wochen \| 3 \| Pink \| Hurts 2B Human \| – \| \| 27. Mai 2019 – 2. Juni 2019 1 Woche \| 1 \| Conrad Sewell \| Life \| – \| \| 3. Juni 2019 – 9. Juni 2019 1 Woche (insgesamt 8) \| 8 \| Billie Eilish \| When We All Fall Asleep, Where Do We Go? \| – \| \| 10. Juni 2019 – 16. Juni 2019 1 Woche \| 1 \| Jimmy Barnes \| My Criminal Record \| Zum 12. Mal führt der Rocksänger aus Adelaide die australischen Charts an und damit öfter als jeder andere Interpret, national oder international. Madonna und U2 mit je 11 Nummer-eins-Platzierungen lässt er damit hinter sich.[2] \| \| 17. Juni 2019 – 23. Juni 2019 1 Woche (insgesamt 8) \| 8 \| Billie Eilish \| When We All Fall Asleep, Where Do We Go? \| – \| \| 24. Juni 2019 – 30. Juni 2019 1 Woche \| 1 \| Bruce Springsteen \| Western Stars \| – \| \| 1. Juli 2019 – 7. Juli 2019 1 Woche (insgesamt 8) \| 8 \| Billie Eilish \| When We All Fall Asleep, Where Do We Go? \| – \| \| 8. Juli 2019 – 14. Juli 2019 1 Woche \| 1 \| Kylie Minogue \| Step Back in Time: The Definitive Collection \| – \| \| 15. Juli 2019 – 21. Juli 2019 1 Woche (insgesamt 8) \| 8 \| Billie Eilish \| When We All Fall Asleep, Where Do We Go? \| – \| \| 22. Juli 2019 – 18. August 2019 4 Wochen (insgesamt 5) \| 5 \| Ed Sheeran \| No.6 Collaborations Project \| – \| \| 19. August 2019 – 25. August 2019 1 Woche \| 1 \| Slipknot \| We Are Not Your Kind \| – \| \| 26. August 2019 – 1. September 2019 1 Woche (insgesamt 5) \| 5 \| Ed Sheeran \| No.6 Collaborations Project \| – \| \| 2. September 2019 – 8. September 2019 1 Woche (insgesamt 3) \| 3 \| Taylor Swift \| Lover \| – \| \| 9. September 2019 – 15. September 2019 1 Woche \| 1 \| Tool \| Fear Inoculum \| – \| \| 16. September 2019 – 27. Oktober 2019 6 Wochen \| 6 \| Post Malone \| Hollywood’s Bleeding \| – \| \| 28. Oktober 2019 – 3. November 2019 1 Woche \| 1 \| Jessica Mauboy \| Hilda \| – \| \| 4. November 2019 – 17. November 2019 2 Wochen \| 2 \| Kanye West \| Jesus Is King \| – \| \| 18. November 2019 – 24. November 2019 1 Woche \| 1 \| Luke Combs \| What You See Is What You Get \| – \| \| 25. November 2019 – 1. Dezember 2019 1 Woche \| 1 \| Paul Kelly \| Songs from the South: 1985–2019 \| – \| \| 2. Dezember 2019 – 8. Dezember 2019 1 Woche \| 1 \| Coldplay \| Everyday Life \| – \| \| 9. Dezember 2019 – 15. Dezember 2019 1 Woche \| 1 \| Robbie Williams \| The Christmas Present \| – \| \| 16. Dezember 2019 – 22. Dezember 2019 1 Woche \| 1 \| Cold Chisel \| Blood Moon \| – \| \| 23. Dezember 2019 – 29. Dezember 2019 1 Woche (insgesamt 3) \| 3 \| Harry Styles \| Fine Line \| – \| \| 30. Dezember 2019 – 5. Januar 2020 1 Woche \| 1 \| Michael Bublé \| Christmas \| – \| |                                          |                                          |                                              | |
| ← 2018 |                                          |                                          |                                              | → 2020 → |
| Zeitraum | Wo. ges.                                 | Interpret                                | Titel                                        | Zusätzliche Informationen |
| (Zeitraum, Wochen auf Platz eins, Interpret, Titel, zusätzliche Informationen) |                                          |                                          |                                              | |
| 29. Oktober 2018 – 6. Januar 2019 10 Wochen (insgesamt 11) | 11                                       | Lady Gaga & Bradley Cooper               | A Star Is Born                               | – |
| 7. Januar 2019 – 3. Februar 2019 4 Wochen | 4                                        | Queen                                    | Bohemian Rhapsody: The Original Soundtrack   | – |
| 4. Februar 2019 – 10. Februar 2019 1 Woche | 1                                        | Bring Me the Horizon                     | Amo                                          | – |
| 11. Februar 2019 – 17. Februar 2019 1 Woche (insgesamt 11) | 11                                       | Lady Gaga & Bradley Cooper               | A Star Is Born                               | – |
| 18. Februar 2019 – 3. März 2019 2 Wochen (insgesamt 5) | 5                                        | Ariana Grande                            | Thank U, Next                                | – |
| 4. März 2019 – 10. März 2019 1 Woche | 1                                        | Hilltop Hoods                            | The Great Expanse                            | – |
| 11. März 2019 – 31. März 2019 3 Wochen (insgesamt 5) | 5                                        | Ariana Grande                            | Thank U, Next                                | – |
| 1. April 2019 – 7. April 2019 1 Woche | 1                                        | Dean Lewis                               | A Place We Knew                              | – |
| 8. April 2019 – 21. April 2019 2 Wochen (insgesamt 8) | 8                                        | Billie Eilish                            | When We All Fall Asleep, Where Do We Go?     | – |
| 22. April 2019 – 28. April 2019 1 Woche | 1                                        | BTS                                      | Map of the Soul: Persona                     | – |
| 29. April 2019 – 5. Mai 2019 1 Woche (insgesamt 8) | 8                                        | Billie Eilish                            | When We All Fall Asleep, Where Do We Go?     | – |
| 6. Mai 2019 – 26. Mai 2019 3 Wochen | 3                                        | Pink                                     | Hurts 2B Human                               | – |
| 27. Mai 2019 – 2. Juni 2019 1 Woche | 1                                        | Conrad Sewell                            | Life                                         | – |
| 3. Juni 2019 – 9. Juni 2019 1 Woche (insgesamt 8) | 8                                        | Billie Eilish                            | When We All Fall Asleep, Where Do We Go?     | – |
| 10. Juni 2019 – 16. Juni 2019 1 Woche | 1                                        | Jimmy Barnes                             | My Criminal Record                           | Zum 12. Mal führt der Rocksänger aus Adelaide die australischen Charts an und damit öfter als jeder andere Interpret, national oder international. Madonna und U2 mit je 11 Nummer-eins-Platzierungen lässt er damit hinter sich. |
| 17. Juni 2019 – 23. Juni 2019 1 Woche (insgesamt 8) | 8                                        | Billie Eilish                            | When We All Fall Asleep, Where Do We Go?     | – |
| 24. Juni 2019 – 30. Juni 2019 1 Woche | 1                                        | Bruce Springsteen                        | Western Stars                                | – |
| 1. Juli 2019 – 7. Juli 2019 1 Woche (insgesamt 8) | 8                                        | Billie Eilish                            | When We All Fall Asleep, Where Do We Go?     | – |
| 8. Juli 2019 – 14. Juli 2019 1 Woche | 1                                        | Kylie Minogue                            | Step Back in Time: The Definitive Collection | – |
| 15. Juli 2019 – 21. Juli 2019 1 Woche (insgesamt 8) | 8                                        | Billie Eilish                            | When We All Fall Asleep, Where Do We Go?     | – |
| 22. Juli 2019 – 18. August 2019 4 Wochen (insgesamt 5) | 5                                        | Ed Sheeran                               | No.6 Collaborations Project                  | – |
| 19. August 2019 – 25. August 2019 1 Woche | 1                                        | Slipknot                                 | We Are Not Your Kind                         | – |
| 26. August 2019 – 1. September 2019 1 Woche (insgesamt 5) | 5                                        | Ed Sheeran                               | No.6 Collaborations Project                  | – |
| 2. September 2019 – 8. September 2019 1 Woche (insgesamt 3) | 3                                        | Taylor Swift                             | Lover                                        | – |
| 9. September 2019 – 15. September 2019 1 Woche | 1                                        | Tool                                     | Fear Inoculum                                | – |
| 16. September 2019 – 27. Oktober 2019 6 Wochen | 6                                        | Post Malone                              | Hollywood’s Bleeding                         | – |
| 28. Oktober 2019 – 3. November 2019 1 Woche | 1                                        | Jessica Mauboy                           | Hilda                                        | – |
| 4. November 2019 – 17. November 2019 2 Wochen | 2                                        | Kanye West                               | Jesus Is King                                | – |
| 18. November 2019 – 24. November 2019 1 Woche | 1                                        | Luke Combs                               | What You See Is What You Get                 | – |
| 25. November 2019 – 1. Dezember 2019 1 Woche | 1                                        | Paul Kelly                               | Songs from the South: 1985–2019              | – |
| 2. Dezember 2019 – 8. Dezember 2019 1 Woche | 1                                        | Coldplay                                 | Everyday Life                                | – |
| 9. Dezember 2019 – 15. Dezember 2019 1 Woche | 1                                        | Robbie Williams                          | The Christmas Present                        | – |
| 16. Dezember 2019 – 22. Dezember 2019 1 Woche | 1                                        | Cold Chisel                              | Blood Moon                                   | – |
| 23. Dezember 2019 – 29. Dezember 2019 1 Woche (insgesamt 3) | 3                                        | Harry Styles                             | Fine Line                                    | – |
| 30. Dezember 2019 – 5. Januar 2020 1 Woche | 1                                        | Michael Bublé                            | Christmas                                    | – |

## Jahreshitparaden
| ← 2018 ← | Liste der Nummer-eins-Hits in Australien | Liste der Nummer-eins-Hits in Australien                              | Liste der Nummer-eins-Hits in Australien | 2020 →   |
| \| Singles \| Position# \| Alben \| \| -------------------------------------------------------------------------------------------------------------------------------------------------------------------------------- \| --------- \| --------------------------------------------------------------------- \| \| Old Town Road Lil Nas X Montero Hill, Trent Reznor, Atticus Ross \| 1 \| When We All Fall Asleep, Where Do We Go? Billie Eilish \| \| Dance Monkey Tones and I Toni Watson \| 2 \| No. 6 Collaborations Project Ed Sheeran \| \| Bad Guy Billie Eilish Billie O’Connell, Finneas O’Connell \| 3 \| Hurts 2B Human P!nk \| \| Sunflower Post Malone & Swae Lee Austin Richard Post, Khalif Malik ibn Shaman Brown, Carter Lang, Billy Walsh, Louis Bell \| 4 \| A Star Is Born Lady Gaga & Bradley Cooper \| \| Someone You Loved Lewis Capaldi \| 5 \| Bohemian Rhapsody: The Original Soundtrack Queen \| \| I Don’t Care Ed Sheeran & Justin Bieber Ed Sheeran, Justin Bieber, Max Martin, Shellback, Poo Bear, Fred Gibson \| 6 \| Lover Taylor Swift \| \| Wow Post Malone Austin Post, Louis Bell, Adam Feeney, Billy Walsh \| 7 \| Thank U, Next Ariana Grande \| \| Señorita Shawn Mendes & Camila Cabello Shawn Mendes, Camila Cabello, Andrew Wotman, Benjamin Levin, Ali Tamposi, Charlotte Emma Aitchison, Jack Patterson, Magnus August Høiberg \| 8 \| Hollywood’s Bleeding Post Malone \| \| Shallow Lady Gaga & Bradley Cooper Lady Gaga, Andrew Wyatt, Anthony Rossomando, Mark Ronson \| 9 \| Greatest Hits Queen \| \| 7 Rings Ariana Grande , Charles Anderson, Kimberly Krysiuk, Michael Foster, Njomza Vitia, Oscar Hammerstein II, Richard Rodgers, Tayla Parx, Tommy Brown, Victoria Monét \| 10 \| The Greatest Showman: Original Motion Picture Soundtrack (Soundtrack) \| |                                          |                                                                       |                                          |          |
| ← 2018 |                                          |                                                                       |                                          | → 2020 → |
| Singles | Position#                                | Alben                                                                 |                                          |          |
| Old Town Road Lil Nas X Montero Hill, Trent Reznor, Atticus Ross | 1                                        | When We All Fall Asleep, Where Do We Go? Billie Eilish                |                                          |          |
| Dance Monkey Tones and I Toni Watson | 2                                        | No. 6 Collaborations Project Ed Sheeran                               |                                          |          |
| Bad Guy Billie Eilish Billie O’Connell, Finneas O’Connell | 3                                        | Hurts 2B Human P!nk                                                   |                                          |          |
| Sunflower Post Malone & Swae Lee Austin Richard Post, Khalif Malik ibn Shaman Brown, Carter Lang, Billy Walsh, Louis Bell | 4                                        | A Star Is Born Lady Gaga & Bradley Cooper                             |                                          |          |
| Someone You Loved Lewis Capaldi | 5                                        | Bohemian Rhapsody: The Original Soundtrack Queen                      |                                          |          |
| I Don’t Care Ed Sheeran & Justin Bieber Ed Sheeran, Justin Bieber, Max Martin, Shellback, Poo Bear, Fred Gibson | 6                                        | Lover Taylor Swift                                                    |                                          |          |
| Wow Post Malone Austin Post, Louis Bell, Adam Feeney, Billy Walsh | 7                                        | Thank U, Next Ariana Grande                                           |                                          |          |
| Señorita Shawn Mendes & Camila Cabello Shawn Mendes, Camila Cabello, Andrew Wotman, Benjamin Levin, Ali Tamposi, Charlotte Emma Aitchison, Jack Patterson, Magnus August Høiberg | 8                                        | Hollywood’s Bleeding Post Malone                                      |                                          |          |
| Shallow Lady Gaga & Bradley Cooper Lady Gaga, Andrew Wyatt, Anthony Rossomando, Mark Ronson | 9                                        | Greatest Hits Queen                                                   |                                          |          |
| 7 Rings Ariana Grande , Charles Anderson, Kimberly Krysiuk, Michael Foster, Njomza Vitia, Oscar Hammerstein II, Richard Rodgers, Tayla Parx, Tommy Brown, Victoria Monét | 10                                       | The Greatest Showman: Original Motion Picture Soundtrack (Soundtrack) |                                          |          |